# 朱存瑩
朱存瑩（15世紀—16世紀），字本靜，南直隸徽州府休寧縣月潭人，明朝政治人物。

## 生平
朱存瑩是嘉靖四年（1525年）乙酉科應天府鄉試舉人，授浙江金華縣知縣，當地家族會把財產均分子女，因此生下女兒後大多將她們溺死，他下令有家庭生女需稟報官府，捐俸養育成人，嫁出後不能分得財產，習俗因此變改；金華多發生水災，他興建堤壩捍衛令水災消失，人民立祠祭祀他。

## 引用
1. 1 2  嘉慶《休寧縣志·卷十三·人物》：朱存瑩，字本靜，月潭人，嘉靖乙酉鄉舉，知金華縣，其俗子女均分財產，生女多溺之，存瑩令有生女者，鄰右稟報捐俸給養，及嫁不準分財，俗為之變；邑多水患，存瑩築壩以捍，災遂息，民立祠祀之。
2. ↑  道光《徽州府志·卷十二·人物志二》：朱存瑩 字本靜，休寧月潭人，嘉靖乙酉舉人，知金華縣，其俗子女均分財產，生女多溺之，存瑩令有生女者，鄰右稟報捐俸給養，及嫁不得分財，俗為之變；邑多水患，存瑩築壩以捍，災遂息，民立祠祀之。